# Gabriele Nissim
Gabriele Nissim (Milano, 1950) è un giornalista, saggista e storico italiano.

## Biografia

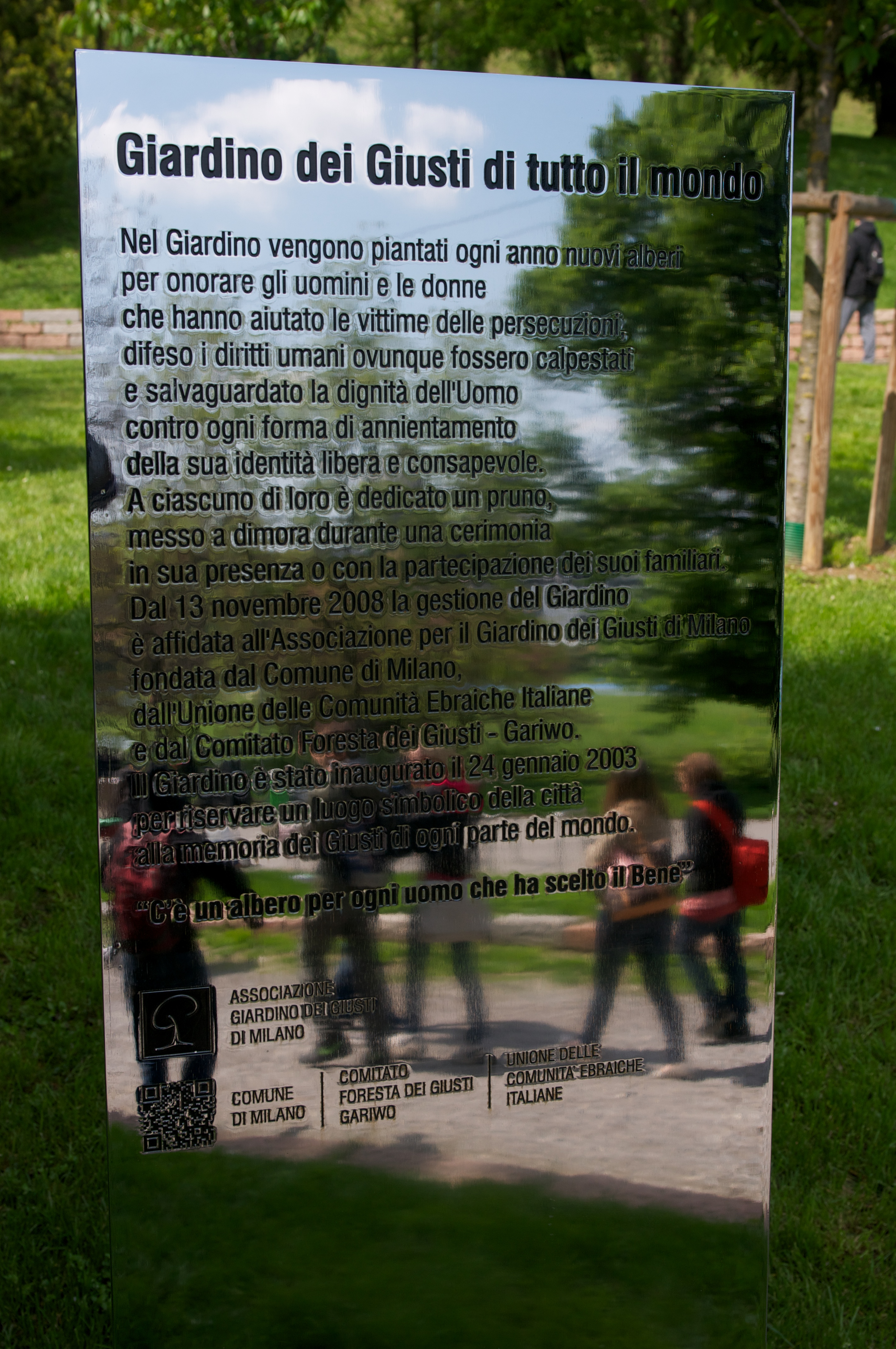
Milano: Stele posta all'ingresso del Giardino dei Giusti di tutto il mondo

Gabriele Nissim, figlio di Joseph Nissim e Jeanne Aroesti, fu protagonista delle lotte studentesche del 1968 a Milano, si è sempre occupato della realtà culturale e politica dell'Europa orientale. Nel 1982 ha fondato L'Ottavo Giorno, rivista italiana dedicata ai temi del dissenso nei paesi dell'Est europeo.
Ha realizzato, inoltre, numerosi documentari per le reti televisive di Canale 5 e della Svizzera Italiana sull'opposizione clandestina al socialismo, sui problemi del post-comunismo e sulla condizione ebraica nell'Est.
Ha lavorato per i periodici Panorama e Il Mondo e per i quotidiani il Giornale e Corriere della Sera.
È presidente di Gariwo, la foresta dei Giusti che ricerca in tutto il mondo i Giusti di tutti i genocidi.
Per Mondadori ha pubblicato nel 1995 Ebrei invisibili. I sopravvissuti dell'Europa orientale dal comunismo ad oggi (con Gabriele Eschenazi), nel 1998 L'uomo che fermò Hitler. La storia di Dimităr Pešev che salvò gli ebrei di una nazione intera, nel 2003 Il tribunale del bene. La storia di Moshe Bejski, l'uomo che creò il Giardino dei Giusti (ora nella collezione Oscar), nel 2007 Una bambina contro Stalin, nel 2011 La bontà insensata, nel 2015 La lettera ad Hitler.
Per Bruno Mondadori, insieme ad altri, ha scritto Storie di uomini giusti nel Gulag.

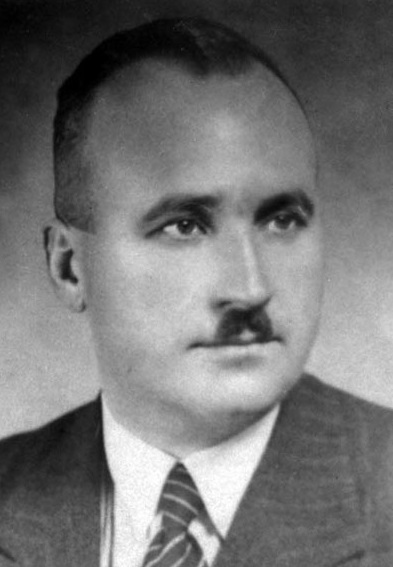
Dimităr Pešev (1937)

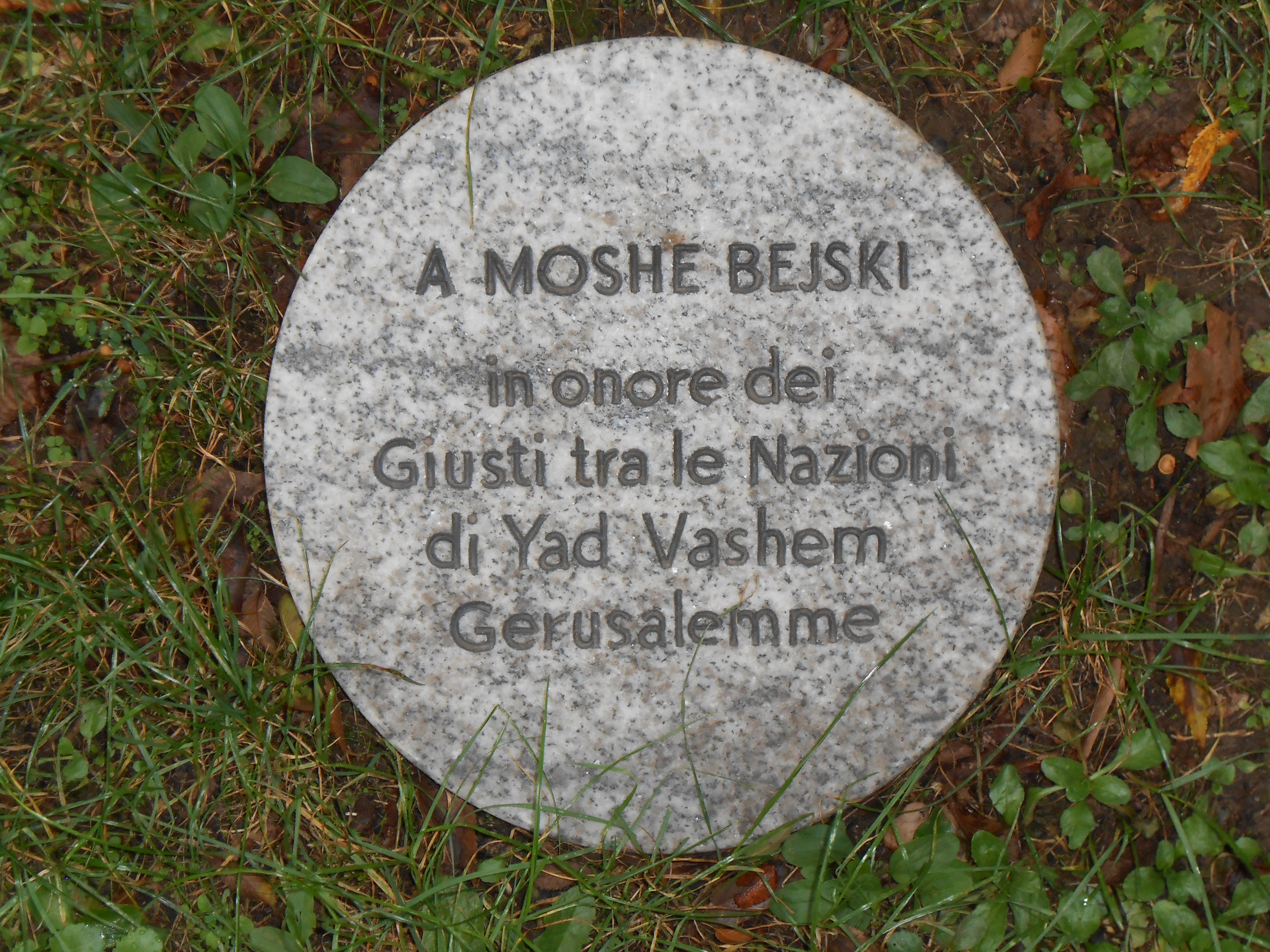
Giardino dei Giusti di tutto il mondo: cippo in ricordo di Moshe Bejski

In Una bambina contro Stalin narra la storia di un comunista italiano, Gino De Marchi, espatriato in URSS, arrestato e fucilato senza processo nel periodo delle grandi purghe staliniane e della battaglia che la figlia Luciana condusse coraggiosamente per la riabilitazione della memoria paterna.
Nel 2011 pubblica La bontà insensata, una ricerca sul comune denominatore che unisce tutte le figure che si sono opposte e ancora si oppongono ai genocidi e ai totalitarismi nel mondo.
A cento anni dal Genocidio armeno, il 21 aprile 2015 ha pubblicato il volume La lettera a Hitler (Mondadori), che ripercorre la vita e il pensiero dello scrittore tedesco Armin Theophil Wegner, spirito libero che ha saputo vedere il male e ha cercato di contrastarlo ovunque si manifestasse nel mondo. Questo libro ha vinto, nel febbraio 2016, la VI edizione del Premio Fiuggi-Storia per la sezione biografie.
Il 10 maggio 2012 Gabriele Nissim, sostenuto da un gruppo di associazioni, istituzioni ed eminenti personalità della cultura di tutto il mondo, ha conseguito l'approvazione da parte del Parlamento europeo della sua proposta di istituire una Giornata europea dei Giusti. La Giornata dedicata ai Giusti d'Europa è stata istituita con Dichiarazione scritta n. 3/2012 del Parlamento europeo e sarà celebrata ogni anno il 6 marzo, data della morte di Moshe Bejski, in tutta Europa.
Nissim ha ricevuto numerosi premi internazionali. Il 6 novembre 1998 è stato nominato dalla Narodno Săbranie (il parlamento di Sofia) Cavaliere di Madara, la massima onorificenza culturale bulgara, per la scoperta di Dimităr Pešev, il salvatore degli ebrei bulgari. Nel 2003 ha vinto il premio della critica Ilaria Alpi per il documentario televisivo, Il giudice dei Giusti, scritto da lui stesso e da Emanuela Audisio e diretto da Enrico Marchese.
Il 2 dicembre 2007 ha ricevuto una menzione speciale dalla regione Lombardia per la sua attività per la pace e sul tema dei Giusti.
Nel 2013 ha ricevuto, insieme a un certificato di benemerenza, una targa commemorativa intitolata ai Santi Copatroni d’Europa Cirillo e Metodio, "per i suoi meriti nella diffusione e nello sviluppo della cultura bulgara in Italia".
Nel 2014 è stato premiato con l'Ambrogino d'oro, la civica benemerenza intitolata al Santo patrono della città di Milano, per essersi “speso con tenacia e passione per preservare la memoria delle persecuzioni, dei crimini e dei genocidi del Novecento”, attraverso la diffusione delle figure esemplari dei Giusti, rivolta soprattutto ai giovani, e con l'istituzione della Giornata europea dei Giusti. Nel mese di dicembre 2015, gli è stato conferito il Premio internazionale Empedocle per le Scienze Umane - sezione “La Politica tra il bene e il male, ieri e oggi” - in memoria di Paolo Borsellino. Il 29 gennaio 2020 gli è stato conferito il Premio Campione, organizzato dai City Angels. 
Gabriele Nissim nella sua attività per la memoria è stato protagonista di numerosi avvenimenti internazionali.
È stato artefice della costruzione del museo dedicato ai Pešev a Kjustendil in Bulgaria nel 2001, ha promosso la costruzione del "Giardino dei Giusti di tutto il mondo" nella città di Milano, ha realizzato, sempre nella città lombarda, nel parco Valsesia, il primo parco italiano dedicato alle vittime del gulag nel 2004 e poi a Levašovo, nei pressi di San Pietroburgo, il 29 giugno 2007 ha inaugurato il memoriale dedicato alle mille vittime italiane del totalitarismo sovietico.
È stato promotore di grandi convegni internazionali sul tema dei Giusti, di cui ricordiamo il convegno del 2000 all'Università di Padova dedicato ai Giusti per gli ebrei e per gli armeni, il convegno del 2003 a Milano sulla resistenza morale al totalitarismo e i Giusti nel Gulag, il convegno del 2007 sui Giusti a Bologna e il convegno del 2012 a Milano dedicato ai Giusti e ai valori dell'Europa. Nel 2017 è stato il promotore del ciclo di incontri "La crisi dell'Europa e i Giusti del nostro tempo", organizzato in collaborazione con il Teatro Franco Parenti, su temi di attualità come la prevenzione dei genocidi, il terrorismo, la crisi dell'Europa e il ruolo dei Giusti di fronte alle sfide dell'attualità. Al termine di questo ciclo, Nissim ha lanciato la Carta delle responsabilità 2017, con il sindaco di Milano Giuseppe Sala come primo firmatario. La Carta, che si ispira a Charta '77 e vuole richiamare l'attenzione sui valori con cui affrontare i temi chiave della contemporaneità, è stata firmata anche da importanti personalità italiane e internazionali, a partire da Andrée Ruth Shammah e Piergaetano Marchetti. 
Gabriele Nissim è anche tra i principali sostenitori della Giornata dei Giusti dell'umanità, approvata dal Parlamento italiano il 7 dicembre 2017, che recepisce la Giornata europea dei Giusti (6 marzo) e la rende parte dell'ordinamento italiano.

## Opere
- Gabriele Eschenazi-G. Nissim, Ebrei invisibili. I sopravvissuti dell'Europa orientale dal comunismo a oggi, Collezione Le Scie, Milano, Mondadori, 1995, ISBN 88-04-37241-9.
- L'uomo che fermò Hitler. La storia di Dimităr Pešev che salvò gli ebrei di una nazione intera, Collezione Le Scie, Milano, Mondadori, 1998, ISBN 88-04-47331-2.
- Il Tribunale del Bene. La storia di Moshe Bejski, l'uomo che creò il Giardino dei giusti, Collezione Le Scie, Milano, Mondadori, 2003, ISBN 88-04-48966-9.
- AA.VV., Storie di uomini Giusti nel Gulag, introduzione di Gabriele Nissim, Milano, Bruno Mondadori, 2004, ISBN 88-424-9189-6.
- Una bambina contro Stalin. L'italiana che lottò per la verità su suo padre, Collezione Le Scie, Milano, Mondadori, 2007, ISBN 88-04-57012-1.
- La bontà insensata. Il segreto degli uomini giusti, Collana Saggi, Milano, Mondadori, 2011, ISBN 88-04-60660-6.
- La lettera a Hitler. Storia di Armin T. Wegner, combattente solitario contro i genocidi del Novecento, Collezione Le Scie, Milano, Mondadori, 2015, ISBN 88-04-655-20-8.
- Il bene possibile. Essere giusti nel proprio tempo, Novara, UTET, 2018, ISBN 978-88-5115-700-5.
- Auschwitz non finisce mai. La memoria della Shoah e i nuovi genocidi, Collana Saggi, Milano, Rizzoli, 2022, ISBN 978-88-171-6307-1.